# Eleição municipal de Macapá em 2000
A Eleição municipal de Macapá ocorreu no dia 1 de outubro de 2000, para a eleição de um prefeito, um vice-prefeito e mais 17 vereadores. O prefeito Anníbal Barcellos (PFL) terminara seu mandato em 1º de janeiro do ano seguinte.
Venceu a disputa eleitoral João Henrique Pimentel (PSB), governando a cidade pelo período de 1º de janeiro de 2001 a 31 de dezembro de 2004.

## Candidatos a prefeito
| Candidato(a)                       | Nome na Legenda   | Vice                                    | Partido | Nº | Coligação                                             |
| ---------------------------------- | ----------------- | --------------------------------------- | ------- | -- | ----------------------------------------------------- |
| Annibal Barcellos                  | Annibal Barcellos | João Estoesse Monteiro de Araújo (PFL)  | PFL     | 25 | União e Trabalho (PFL, PMDB)                          |
| Antônio Ildegardo Gomes de Alencar | Idelgardo         | Washington Luiz Magalhães Picanço (PPS) | PPS     | 23 | Macapá Consciente (PPS, PCdoB, PV, PAN, PMN)          |
| Benedito Dias de Carvalho          | Benedito Dias     | Jorge Emanoel Amanajás Cardoso (PPB)    | PPB     | 11 | Macapá em Boas Mãos (PPB, PSL, PSC, PL, PSD)          |
| João Bosco Papaléo Paes            | Papaléo Paes      | Gervásio Augusto de Oliveira (PTB)      | PTB     | 14 | Macapá Tem Coração (PTB, PDT, PTdoB)                  |
| João Henrique Rodrigues Pimentel   | João Henrique     | Gilson Ubiratan Rocha (PSB)             | PSB     | 40 | Macapá no Rumo Certo (PSB, PSDB, PRP, PST, PRONA, PT) |
| Lia Mara Tavares Borralho          | Lia Borralho      | Rildo Frederico Ferreira (PSTU)         | PSTU    | 16 | PSTU (sem coligação)                                  |

## Resultados da eleição para Prefeito(a)
| 1º Turno 1 de outubro de 2000 | 1º Turno 1 de outubro de 2000   | 1º Turno 1 de outubro de 2000 | 1º Turno 1 de outubro de 2000 |
| Candidato(a)                  | Vice                            | Votação                       | Votação                       |
| Candidato(a)                  | Vice                            | Total                         | Porcentagem                   |
| ----------------------------- | ------------------------------- | ----------------------------- | ----------------------------- |
| João Henrique Pimentel (PSB)  | Gilson Ubiratan Rocha (PSB)     | 42.681                        | 36,09%                        |
| Papaléo Paes (PTB)            | Gervásio Oliveira (PTB)         | 42.266                        | 35,74%                        |
| Annibal Barcellos (PFL)       | João Monteiro de Araújo (PFL)   | 15.573                        | 13,17%                        |
| Benedito Dias (PPB)           | Jorge Amanajás (PPB)            | 10.712                        | 9,06%                         |
| Idelgardo Gomes (PPS)         | Washington Luiz Magalhães (PPS) | 3.947                         | 3,34%                         |
| Lia Borralho (PSTU)           | Rildo Frederico Ferreira (PSTU) | 3.081                         | 2,60%                         |
| Total de votos válidos        | Total de votos válidos          | 118.260                       | 100,00%                       |
| Votos apurados                |                                 |                               |                               |
| Votos válidos                 | Votos válidos                   | 118.260                       | 94,53%                        |
| Votos em branco               | Votos em branco                 | 1.146                         | 0,92%                         |
| Votos nulos                   | Votos nulos                     | 5.690                         | 4,55%                         |
| Total de votos apurados       | Total de votos apurados         | 125.096                       | 100,00%                       |
| Eleitores                     |                                 |                               |                               |
| Comparecimento                | Comparecimento                  | 125.096                       | 86,64%                        |
| Abstenções                    | Abstenções                      | 19.297                        | 13,36%                        |
| Total de eleitores            | Total de eleitores              | 144.393                       | 100,00%                       |

## Vereadores eleitos
| Número | Vereadores eleitos | Partido | Votação | Percentual |
| 12456  | Davi Alcolumbre    | PDT     | 2.317   | 1, 94%     |
| 25610  | Helena Guerra      | PFL     | 2.081   | 1, 71%     |
| 45333  | Laércio Aires      | PSDB    | 1.944   | 1,59%      |
| 41111  | Maria Góes         | PSD     | 1.912   | 1,57%      |
| 40123  | Caetano Thomaz     | PSB     | 1.862   | 1,53%      |
| 17123  | Jacy Siqueira      | PSL     | 1.839   | 1,51%      |
| 12580  | Gatinho            | PDT     | 1.754   | 1,44%      |
| 15699  | Francisca Favacho  | PMDB    | 1.718   | 1,42%      |
| 40112  | Leury Farias       | PSB     | 1.696   | 1,39%      |
| 13613  | Nil Pisca          | PT      | 1.668   | 1,37%      |
| 25612  | Adolfo Nery        | PFL     | 1.594   | 1,31%      |
| 25625  | Carlos Murilo      | PFL     | 1.561   | 1,28%      |
| 12345  | Ana Marta          | PDT     | 1.560   | 1,28%      |
| 13677  | Jonnas Guimaque    | PT      | 1.480   | 1,21%      |
| 43625  | Zezé Nunes         | PV      | 1.456   | 1,19%      |
| 17777  | Tom Sobral         | PSL     | 1.398   | 1,14%      |
| 12100  | Marivalda Lobato   | PDT     | 1.331   | 1,09%      |